# Kunigal
Kunigal är en ort i Indien.   Den ligger i distriktet Tumkur och delstaten Karnataka, i den södra delen av landet, 1 700 km söder om huvudstaden New Delhi. Kunigal ligger 778 meter över havet och antalet invånare är 33 273.
Terrängen runt Kunigal är platt. Runt Kunigal är det tätbefolkat, med 266 invånare per kvadratkilometer. Kunigal är det största samhället i trakten. Trakten runt Kunigal består till största delen av jordbruksmark.